# Восточноамериканские тритоны
Восточноамериканские тритоны (лат. Notophthalmus) — род хвостатых земноводных из семейства настоящих саламандр. Включает три вида.

## Внешний вид и строение
Общая длина представителей этого рода достигает 15 см. Они похожи на представителей рода тритоны. Половой диморфизм выражен у самцов 10—12 брачных мозолей на задних лапах, которые во время брачного периода увеличиваются в размерах. Наделены 3—4 порами, которые расположены в ряд одна за другой по виском. Кожа гладкая и мягкая, туловище и хвост сжатые с боков.
Окраска в основном коричневые с зелёным или желтым оттенками. На спине также присутствуют оранжевые или красные полосы или точки. Брюхо светлее спины. Молодые особи окрашены гораздо ярче взрослых.

## Образ жизни
Обитают в лесах, часто встречается среди влажных мест. Молодые тритоны много времени проводят в воде. Взрослые особи часто выходят на сушу. Активные как днем, так и ночью. Питаются беспозвоночными: ракообразными и моллюсками.
Это яйцекладущие земноводные. Самки откладывают до 400 яиц. Метаморфоз длится до 5 месяцев.

## Распространение
Встречаются в США и Мексике, а также на некоторых территориях южной Канады.

## Виды
Род включает следующие виды:
- Чернопятнистый тритон (Notophthalmus meridionalis Cope, 1880)
- Полосатый тритон (Notophthalmus perstriatus Bishop, 1941)
- Зеленоватый тритон (Notophthalmus viridescens Rafinesque, 1820)